# Neptune Orbiter
Neptune Orbiter est une proposition non sélectionnée de la NASA d'une sonde spatiale ayant pour objectif d'explorer la planète Neptune.
Neptune Orbiter aurait permis de répondre à différentes questions sur la nature de la planète. Notamment, elle aurait pu étudier l'atmosphère et la météo de Neptune, son système d'anneaux ainsi que ses lunes, en particulier Triton.

## Résumé et statut de la mission
Le California Institute of Technology propose le plan de mission en 2004 tandis que l'université de l'Idaho et Boeing proposent une approche alternative en 2005.
La mission première de Neptune Orbiter était de se mettre en orbite et d'effectuer des études scientifiques sur la planète. Le concept de mission est proposé pour la première fois à la NASA en 2005. Il est alors prévu d'utiliser une fusée similaire à Delta IV ou à Atlas V. L'orbiteur utiliserait une assistance gravitationnelle de Vénus et de Jupiter avant d'arriver à Neptune. La durée entre le lancement et l'arrivée de Neptune était estimée à 12,9 ans.
Avant d'arriver, l'orbiteur aurait lâché ses deux sondes atmosphériques. Ensuite, elle aurait réalisé une manœuvre d'aérocapture pour se mettre en orbite autour de Neptune. Après avoir ajusté son orbite, l'orbiteur aurait réalisé des mesures sur Neptune, ses anneaux, son atmosphère, son climat et ses satellites naturels. La phase principale des opérations scientifiques aurait duré de 3 à 5 ans avec une extension possible de 3 ans supplémentaires[réf. nécessaire].
En 2008, la mission a été retirée de la liste des futures missions possibles de la NASA. Selon le budget 2010 de la NASA, le financement des missions dans le Système solaire externe est destiné à la future Europa Jupiter System Mission. Le budget restant est également alloué à des projets en cours tels que Cassini-Huygens, Juno et New Horizons, le système neptunien ne faisant ainsi plus partie d'aucune considération officielle.
En 2011, le Decadal Survey de la NASA envisage une mission sur une géante de glace (Uranus ou Neptune) mais pour des raisons de faisabilité, Uranus est choisie dans le cadre d'Uranus orbiter and probe.
En 2019, une proposition de survol de Neptune est faite par le JPL sous le nom de « Trident » dans le cadre du programme Discovery.